# Chati

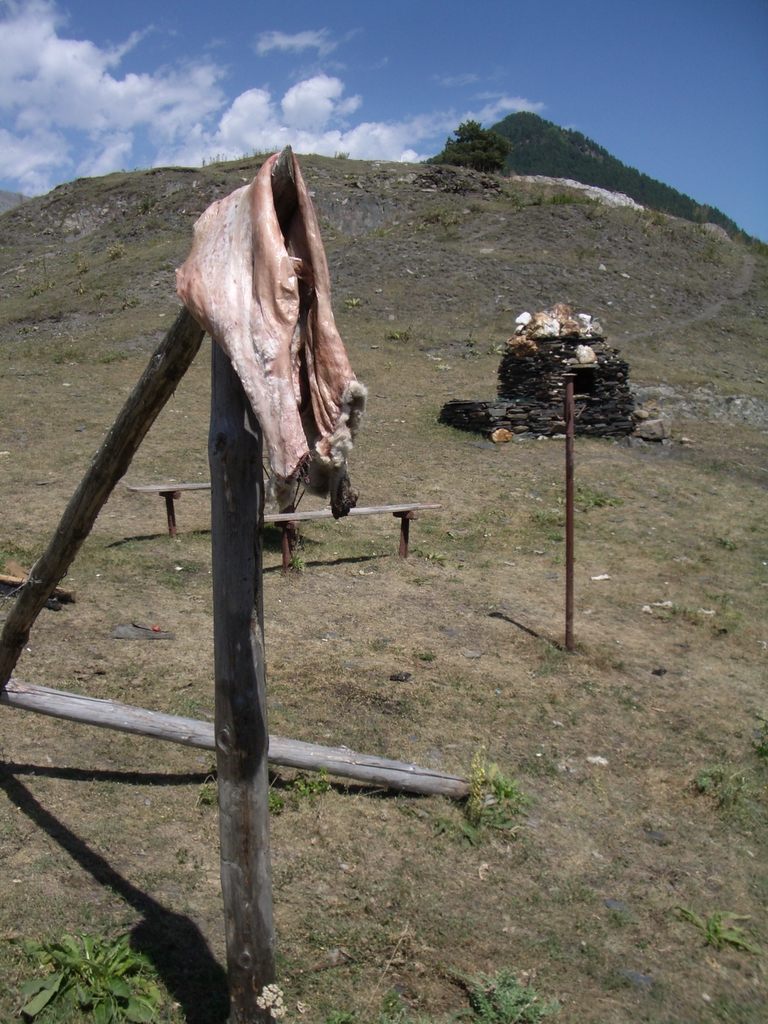
Rechts im Hintergrund ein Chati in Tuschetien, Georgien

Chati (georgisch ხატი) bedeutet in erster Linie „Bild/Bildnis“ bzw. „Ikone“. Daneben bezeichnet man als Chati auch ein traditionelles, mit Bildnissen ausgestattetes kleines Heiligtum in den nordgeorgischen Hochgebirgsregionen, wie Chewsuretien, Tuschetien und benachbarten georgischen Bergregionen, aber auch bei angrenzenden nordkaukasischen Völkern, wie den Osseten, Inguschen und Tschetschenen. 
Die dörflichen Feste an diesen Chatis sind vorchristlichen und vorislamischen Ursprungs und werden traditionell von eigenen gewählten Priestern zelebriert. Diese Feste werden von christlichen Priestern und islamischen Gelehrten nur begrenzt oder nicht toleriert, weshalb viele Chatis heute nicht mehr für Feste verwendet werden. Chatis sind in Georgien christlichen Heiligen, besonders St. Georg oder St. Peter und Paul oder dem Heiligen Kreuz gewidmet und befinden sich meistens in der Nähe alter Kirchen. Teilweise stehen hinter Chatis auch Bildnisse vorchristlichen Gottheiten und Geister, wie z. B. dem Weltschöpfer der chewsurischen Folklore, Morigi. Diese Götter und Geister sind paganen Ursprungs, einige ihrer Eigenschaften und Namen lassen auch zoroastrische Einflüsse erkennen, die im ersten 1. Jahrtausend n. Chr. vom Sassanidenreich in Kaukasien verbreitet wurden.

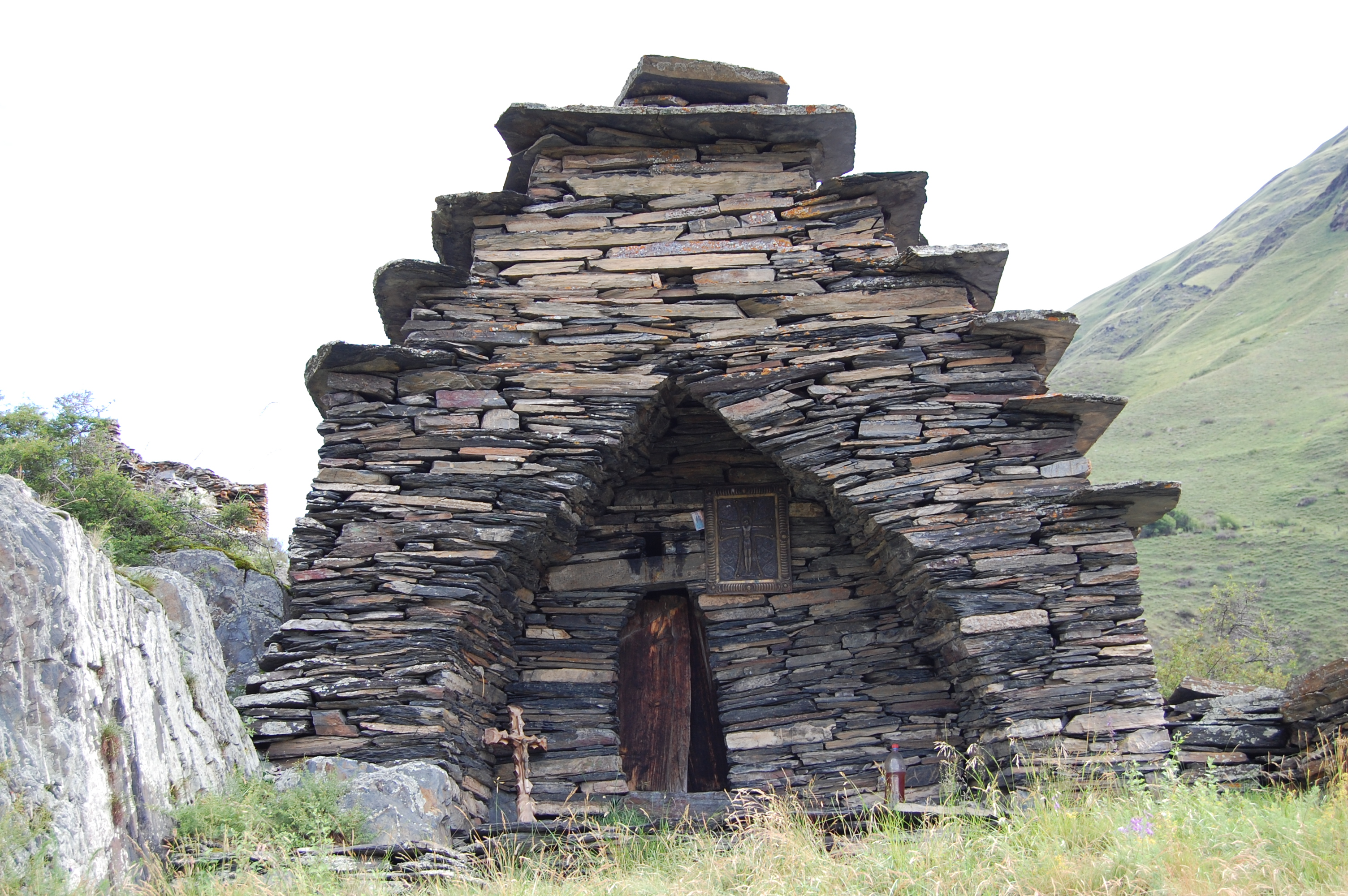
Ein Chati in Muzo, Region Chewsuretien.

Ein Chati ist ein aus Natursteinen gebauter Altar in Form eines Miniaturgebäudes mit Giebeldach von etwa über einem Meter Größe, an dem sich Kreuze oder Heiligenikonen angebracht sind, in der Nähe finden sich manchmal vorchristliche Idole. Der geheiligte Umkreis ist oft ebenfalls von einem Steinkreis oder einer flachen Mauer umgeben. Im geheiligten Bereich befindet sich oft ein Pfahl an dem die Reste der Opfertierschädel oder -häute aufgehängt werden. Silberne Becher werden meisten auf dem Chati abgestellt.